# Robert Harley (hrabia)

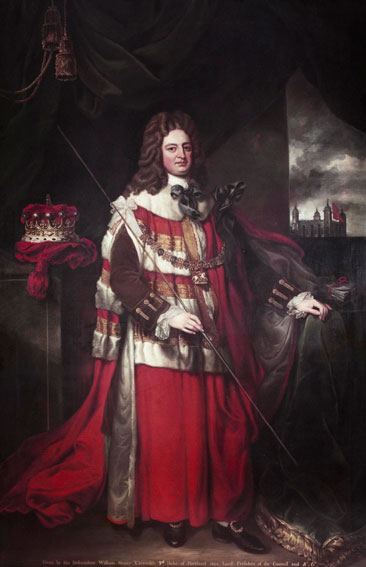
Robert Harley

Robert Harley, 1. hrabia Oxfordu i Mortimer (ur. 1661, zm. 1724) – przywódca umiarkowanych Torysów w pierwszej połowie XVIII wieku. Przyjaciel, a potem przeciwnik polityczny Henry St.Johna wicehrabiego Bolingbroke – przywódcy radykalnego odłamu torysów. Harley był człowiekiem spokojnego charakteru i wielkiej kultury osobistej oraz erudycji. Podziwiał go za to i za jego talenty polityczne sam Robert Walpole, przyszły wigowski premier Wielkiej Brytanii.
Do jego przyjaciół należeli wybitni literaci i politycy Jonathan Swift, Alexander Pope, John Gay i Matthew Prior.

## Literatura tematu
- Roscoe, Robert Harley, Earl of Oxford, Prime Minister, 1710-14 (London, 1902)
- Burnet, History of my Own Time (six volumes, London, 1838)
- Macaulay, History of England (London, 1855)
- Stanhope, History of England, Comprising the Reign of Queen Anne until the Peace of Utrecht (London, 1870)
- Lecky, History of England in the Eighteenth Century (London, 1878-90)
- Manning, Speakers of the House of Commons (London, 1851)
- Lodge, Portraits of Illustrious Personages of Great Britain (London, 1850)
- Howell, State Trials (London, 1809-26)
- Boyer, Political State of Great Britain (London, 1724)
- Piotr Napierała, Sir Robert Walpole (1676-1745) – twórca brytyjskiej potęgi, Wydawnictwo Naukowe UAM, Poznań 2008. ISBN 978-83-232-1898-2.